# Sophronica rufofemorata
Sophronica rufofemorata là một loài bọ cánh cứng trong họ Cerambycidae.